# 84224 Kyte
84224 Kyte (2002 RB233) este un asteroid din centura principală descoperit de astronomul Robert Matson la 9 septembrie 2002, în NEAT, după imagini luate la observatorul astronomic de la Haleakala, Hawaii.

## Caracteristici
Asteroidul 84224 Kyte prezintă o orbită caracterizată de o semiaxă majoră de 2,2670338 UA și de o excentricitate de 0,0872276, înclinată cu 5,95931° față de ecliptică.
Viteza orbitală medie este de 19,78 km/s.